# Neocheiridium galapagoense
Espèce
Neocheiridium galapagoense est une espèce de pseudoscorpions de la famille des Cheiridiidae.

## Distribution
Cette espèce est endémique des îles Galápagos en Équateur.

## Description
Neocheiridium galapagoense mesure de 0,88 à 0,93 mm.

## Étymologie
Son nom d'espèce, composé de galapago[s] et du suffixe latin -ensis, « qui vit dans, qui habite », lui a été donné en référence au lieu de sa découverte, les îles Galápagos.

## Publication originale
- Beier, 1978 : Pseudoskorpione von den Galapagos-Inseln. Annalen des Naturhistorischen Museums in Wien, vol. 81, p. 533–547 (texte intégral).